# Merlin Hay, 24. Earl of Erroll

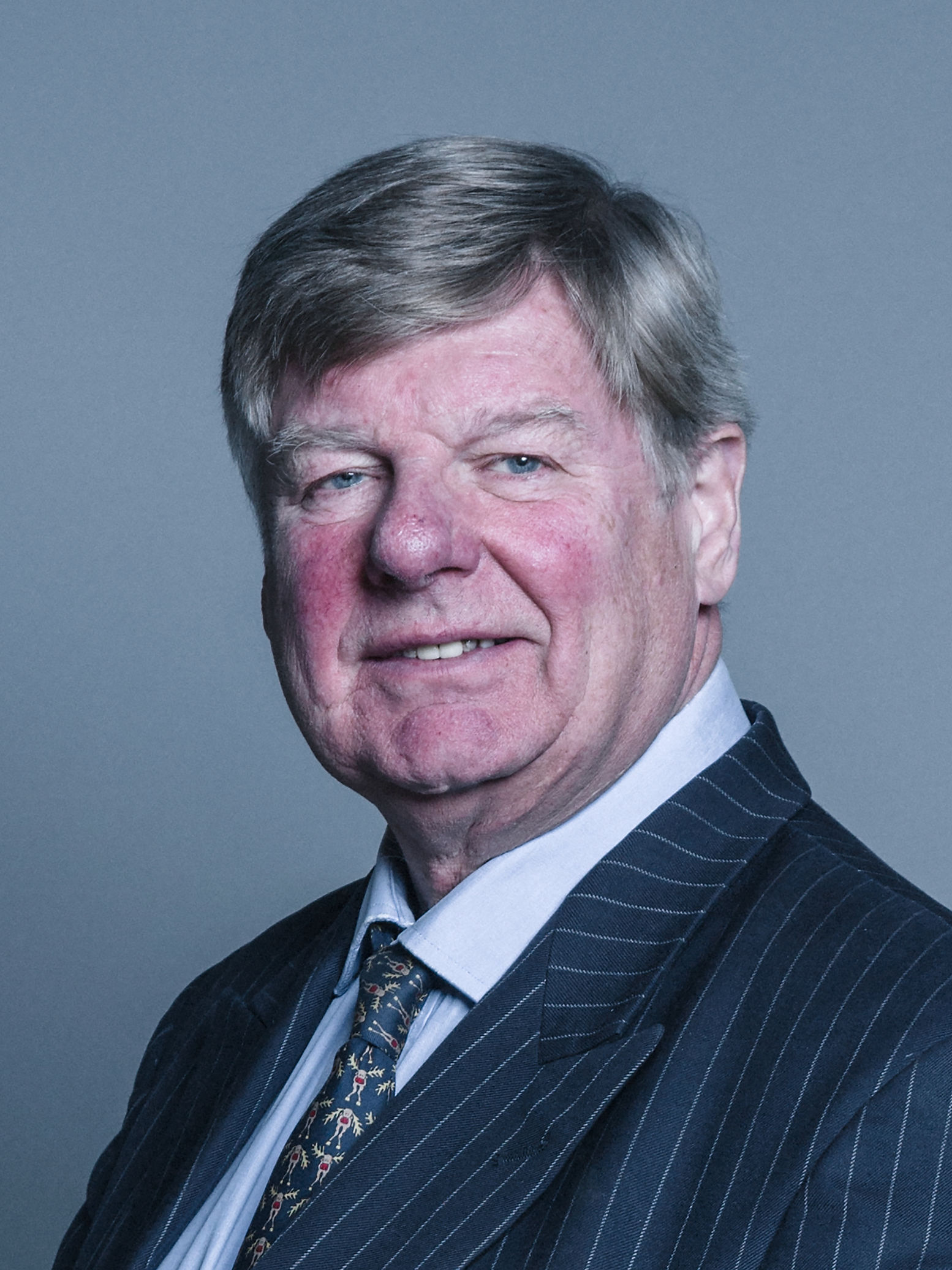
Merlin Hay, 24. Earl of Erroll (2018)

Merlin Sereld Victor Gilbert Hay, 24. Earl of Erroll (* 20. April 1948 in Edinburgh) ist britischer Peer und Politiker. Er ist Chief des Clan Hay und erblicher Lord High Constable of Scotland.

## Leben und Karriere
Er ist der ältere Sohn des Sir Iain Moncreiffe of that Ilk, 11. Baronet, und der Diana Hay, 23. Countess of Erroll. Er besuchte das Eton College und das Trinity College der Universität Cambridge. Im Jahre 1956 diente er als Page von Sir Thomas Innes of Learney, der seinerzeit als Lord Lyon King of Arms amtierte. 1978 erbte er von seiner Mutter deren Adelstitel als 24. Earl of Erroll und 25. Lord Hay. 1985 erbte er auch den Adelstitel seines Vaters als 12. Baronet, of Moncreiffe in Perthshire. Er folgte seiner Mutter als Chief des Clan Hay, während sein jüngerer Bruder, Hon. Peregrine Moncreiffe of that Ilk (* 1951), seinem Vater als Chief des Clan Moncreiffe nachfolgte.
Er diente von 1966 bis 1990 in der Territorial Army und von 1992 bis 1997 als Honorary Colonel der Royal Military Police. Neben seiner militärischen Laufbahn arbeitete er als Softwareentwickler, Marketing- und EDV-Berater.
1974 wurde er als Lieutenant bei den Atholl Highlanders aufgenommen. 1977 wurde er als Officer des Order of Saint John ausgezeichnet. Er ist zudem Mitglied der Royal Company of Archers.
Aufgrund seiner Peerstitel ist er seit 1978 Mitglied im House of Lords und gehört dort der parteiunabhängigen Fraktion der Crossbencher an. Seit dem House of Lords Act 1999 gehörte er zu den erblichen Peers, die gewählt wurde, weiterhin einen Sitz zu haben. Zu seinen hauptsächlichen Arbeitsfeldern im House of Lords gehören Internetsicherheit sowie Informations- und Kommunikationstechnik. Als Sprecher des parteiübergreifenden „Science and Technology Select Committee“ überreichte er der britischen Regierung, nur wenige Wochen vor einem der größten Datenschutzskandale in Großbritannien, Vorschläge zur Verbesserung der Internetsicherheit. Neben seiner Tätigkeit als Abgeordneter engagiert sich Merlin Hay auch in diversen Organisationen im Bereich Sicherheit in der IKT: Er ist Präsident von ERADAR, zuständig für den Themenbereich „E-business Network“ und Vorstandsmitglied der Information Society Alliance (EURIM). Er ist Vorsitzender der Local Authority Smartcards Standard e-Organization.
Neben seiner politischen Tätigkeit ist er Ehrenbürger der Stadt London und Mitglied des Wirtschaftsverbands Worshipful Company of Fishmongers, der er von 2000 bis 2001 als Prime Warden vorsaß. Er ist zudem Mitglied der 2001 gegründeten Hereditary Peerage Association.

## Familie
Lord Erroll heiratete 1982 Isabelle Jacqueline Laline Astell Hohler, zusammen haben sie zwei Söhne und zwei Töchter, die alle in Basingstoke zur Welt kamen.
- Harry Thomas William Hay, Lord Hay (* 1984), ⚭ 2017 Clementine Camilla Curtis Travis;
- Lady Amelia Diana Jacqueline Hay (* 1986);
- Lady Laline Lucy Clementine Hay (* 1987);
- Hon. Richard Merlin Iain Astell (* 1990).